# Sécurité aérienne en France
La gestion de la sécurité aérienne en France s'inscrit dans la double logique de la gestion de la sécurité aérienne dans le monde et la gestion de la sécurité aérienne en Europe.
En effet, l'OACI a défini une approche prescriptive et une approche fondée sur la performance de la gestion de la sécurité aérienne [réf. souhaitée].
Ces préceptes visent à établir des standards au moins en matière de sécurité aérienne pour rendre le plus homogène possible le niveau de sécurité dans le monde et à guider les États vers une harmonisation de leur gestion de la sécurité aérienne.  
La France en tant qu'État contractant de l'OACI se doit d'être en conformité avec ces préceptes.
De plus, l'Europe a affirmé une volonté, par le biais de la commission européenne et d'institutions comme l'AESA et Eurocontrol, d'aller sur certains points au-delà des standards minima préconisés par l'OACI pour faire de l'Europe l'un des espaces aériens les plus sûrs au monde[réf. souhaitée].
La France se conforme donc aussi et met en œuvre cette gestion de la sécurité aérienne en Europe.
Cet article présente le cadre réglementaire de la sécurité aérienne en France puis l'autorité de l'Aviation Civile qui est le chef d'orchestre de la gestion de la sécurité aérienne en France.
Ensuite, il aborde la transposition d'exigences réglementaires européennes en matière de sécurité aérienne, les ESARR dans la gestion de la sécurité aérienne en France. Enfin, il présente la sous-direction de l'autorité de l'Aviation Civile plus spécifiquement chargée de la réglementation et de la surveillance de la sécurité aérienne en France.

## Gestion de la sécurité aérienne en France
L'OACI préconise que les États doivent établir des programmes de sécurité d'État pour réaliser un niveau de sécurité acceptable.
Les États sont responsables du programme de sécurité qui inclut :
- la réglementation de la sécurité ;
- la supervision de la sécurité ;
- les enquêtes sur les accidents ;
- les systèmes de comptes rendus ;
- l'analyse et l'échange des données sécurité.

La gestion de la sécurité aérienne est confiée à la direction générale de l'Aviation civile et à la direction de la sécurité aéronautique d'État qui coopèrent pour couvrir toutes les activités aériennes. 

### Les textes réglementaires nationaux
En France, la législation relative à l'aviation civile se trouve dans le code des transports et le code de l'aviation civile.
Le processus d'harmonisation internationale s'inscrit aussi au niveau de la réglementation et les nouvelles versions des textes réglementaires nationaux veillent à garder une cohérence avec la réglementation internationale.
Ainsi la réglementation française relative à la circulation aérienne (et donc à sa sécurité) se décline principalement selon 
- le RDA (Régles De l'Air) [réf. souhaitée]

c'est l'équivalent national de l'annexe 2 de l'OACI.
- le SCA (Services de la Circulation Aérienne)[réf. souhaitée]

c'est l'équivalent national de l'annexe 11 de l'OACI.
- le  RCA3 (arrêté du 6 juillet 1992 modifié : procédures pour les organismes rendant les services de la circulation aérienne aux aéronefs de la circulation aérienne générale) [réf. souhaitée]

c'est l'équivalent de la Doc 4444 de l'OACI.

### Une autorité nationale de l'Aviation Civile, laDGAC
Conformément aux exigences de l'OACI, une autorité nationale de l'Aviation Civile est chargée de la supervision de la sécurité aérienne en France.
Cette supervision s'articule autour de 3 directions [réf. souhaitée] :
- La DTA (Direction du Transport Aérien) : le régulateur est notamment chargé de la réglementation de la navigation aérienne.
- La DSNA (Direction des Services de la Navigation Aérienne): l'opérateur  prestataire des services de la navigation aérienne, est donc chargé, via le contrôle aérien, de la sécurité opérationnelle de l'écoulement du trafic. La DSNA est aussi chargée de la mise en œuvre en son sein d'un système de gestion de la sécurité.
- La DSAC (Direction de la Sécurité de l'Aviation Civile) : cette direction est responsable de la réglementation de la sécurité concernant les aspects exploitation, navigabilité, personnels et opérations aériennes. Elle est aussi chargée de la surveillance de tous les acteurs de la sécurité aérienne en France (prestataire des services de la navigation aérienne, compagnies aériennes, gestionnaires d'aéroports).

Dans le cadre du programme USOAP de l'OACI, un audit de supervision de la sécurité de l'aviation civile en France a été mené en juin 2008.

### Le Programme de Sécurité de l'État (PSE)
En France, la gestion de la sécurité se décline en 
1. la mise en place d'un programme de sécurité d'État (PSE) par la DGAC.Il s'agit pour l'État d'avoir un système de gestion similaire aux SMS mais fédérant les fonctions de réglementation, surveillance et promotion de la sécurité.
2. la mise en place de systèmes de gestion de la sécurité (SMS) par les opérateurs

Ce PSE vise à
- mieux évaluer et analyser les risques.
- se fixer des objectifs de réduction de ces risques en relation avec les différents opérateurs.
- définir des plans d'action pour atteindre ces objectifs.
- construire des indicateurs permettant de vérifier l'efficacité de ces plans d'actions.

#### Orientations stratégiques du PSE 2009-2013
On retrouve dans les orientations stratégiques du PSE les concepts de la gestion de la sécurité développée par James Reason:
- Culture sécurité: il s'agit d'évaluer chaque action au regard de son apport en matière d'amélioration de la sécurité
- Promotion des SMS:
- Recueil et diffusion des données sécurité: il s'agit d'appuyer une approche pro-active de la gestion de la sécurité
- Performances en matière de sécurité:il s'agit d'établir et mesurer la performance sécurité par rapport aux objectifs.
- Études de sécurité: il s'agit ici de mettre en œuvre une approche prédictive de la gestion de la sécurité puisqu'on identifie des précurseurs au sein du système.

On constate donc que la France tente d'optimiser l'efficacité de sa gestion de la sécurité aérienne en agissant sur tous les leviers disponibles (gestion réactive (BEA et SMS), gestion proactive (Audits,SMS), gestion prédictive (Études de sécurité)).

### La transposition des ESARR en France
On rappelle[réf. souhaitée] que les ESARR (Eurocontrol Safety Regulatory Requirements)  sont des exigences réglementaires édictées par Eurocontrol sous l'égide de la commission européenne.
Elles ont nécessité une transposition dans la réglementation nationale des États membres.

#### La Notification et Analyse des Évènements Sécurité en France (ESARR2)
- Notification des événements Sécurité:

coté Bord :
- l'ASR (Air Safety Report)
- l'Airprox

coté ATC :
- la FNE (Fiche de Notification d'Evènement):

Par application des ESARR, la notification des événements touchant à la sécurité est une obligation qui incombe au contrôleur aérien. Cette FNE est ensuite saisie pour analyse dans une Base de données nationale de la sécurité de la DSNA.

#### Le Système de Gestion de la Sécurité (SMS) par la DSNA en France (ESARR3)
Afin de se conformer à la fois aux exigences OACI et aux ESARR, la DGAC a introduit une exigence sur la mise en œuvre des SMS dans l'arrêté du 22 décembre 2008.Cette exigence s'inscrit dans le cadre de la mise en œuvre du PSE.
Le SMS a pour objectif de mettre en place une approche intégrée de la sécurité en assurant la cohérence des différents éléments de la chaîne sécurité (formation, procédures opérationnelles, audits, retour d'expérience, etc.).
Le SMS intègre tant une approche réactive (analyse des évènements) qu'une approche pro-active (retour d'expérience) mais aussi une approche prédictive qui recherche dans l'activité opérationnelle les précurseurs d'événements redoutés.
Parmi les exigences des ESARR3, la DSNA a mis œuvre dans son SMS de la façon suivante :
- Évènements liées à la sécurité : le processus d'analyse et traitement d'un événement sécurité à la DSNA est le suivant :

Une approche décentralisée et itérative de l'analyse des évènements a été mise en œuvre :
CLS (Commission Locale de Sécurité), puis pour les événements les plus significatifs ITES (Instance de Traitement des Évènements Sécurité). L'ITES est présidée par le directeur des services de la navigation aérienne.
- Niveaux quantitatifs de sécurité : la DSNA a établi des indicateurs sécurité basés sur la notification et l'analyse des événements sécurité.
- Promotion de la sécurité : la DSNA diffuse régulièrement à l'attention des contrôleurs aériens des bulletins sécurité qui synthétisent le retour d'expérience capitalisé au sein des différentes instances de traitement et d'analyse d'évènements sécurité.

#### L'habilitation de l'organisme de formation à délivrer les licences européennes (ESARR5)
L'École Nationale de l'Aviation Civile (ENAC), organisme de formation initiale de la DGAC, a été habilité à délivrer les licences européennes de contrôleur aérien et d'ingénieur électronicien chargé de la maintenance des systèmes ATM.

### Une Direction de la Sécurité, la DSAC
La DGAC a depuis le 1er janvier 2009 une direction, la Direction de la Sécurité de l'Aviation Civile (DSAC) ,qui est chargée de la certification et des actions de surveillance en matière de sécurité aérienne. L'organisation de la DSAC est définie par l'arrêté du 19 décembre 2008.

### Les enquêtes sur les accidents, le BEA
La France dispose d'un organe dédié aux investigations techniques sur les accidents et incidents graves, le Bureau Enquêtes Analyses (BEA).
Cette instance est indépendante de la DGAC pour rendre ses conclusions en toute impartialité[réf. souhaitée]. Elle est hiérarchiquement rattachée au ministère de tutelle (Ministère de l'Écologie, du Développement durable et de l'Énergie).
C'est la plaque de Reason la plus aval du système de gestion de la sécurité aérienne en France puisqu'elle intervient après l'accident (gestion réactive).